# 比尔通库尔
比尔通库尔（法語：Burtoncourt，法語發音：[byʁtɔ̃kuʁ]；洛林法兰克语：Brittendoorf；洛林语：Beurtonco）是法国摩泽尔省的一个市镇，属于梅斯区。

## 地理
比尔通库尔（49°13'28"N, 6°24'45"E）面积5.11 平方千米，位于法国大東部大區摩泽尔省，该省份为法国东北部内陆省份，是洛林的一部分，西南接默尔特-摩泽尔省，东临下莱茵省，北与卢森堡和德国接壤。
与比尔通库尔接壤的市镇（或旧市镇、城区）包括：沙勒维尔苏布瓦、金基申、梅冈日、皮布朗日、圣于贝尔。

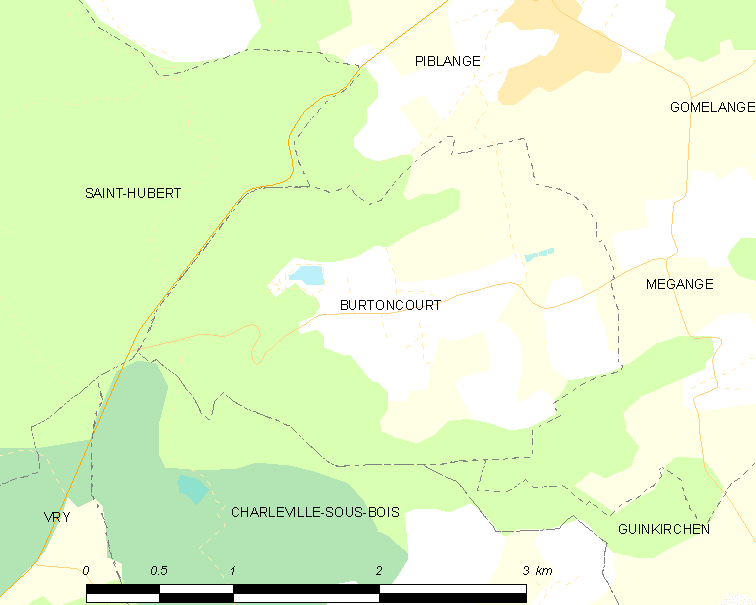
比尔通库尔的OSM定位图

比尔通库尔的时区为UTC+01:00、UTC+02:00（夏令时）。

## 行政
比尔通库尔的邮政编码为57220，INSEE市镇编码为57121。

## 政治
比尔通库尔所属的省级选区为梅斯地区县。

## 人口

1962-2008年间比尔通库尔人口变化图示

比尔通库尔于2022年1月1日时的人口数量为226人。